# Maurice d'Elbée
Pour les articles homonymes, voir D'Elbée.
Maurice Joseph Louis Gigost d'Elbée, né le 21 mars 1752 à Dresde et mort entre le 6 et le 9 janvier 1794 à Noirmoutier, est un militaire français.
Chef royaliste pendant la guerre de Vendée, il est généralissime de l'Armée catholique et royale, succédant à Cathelineau, de juillet à octobre 1793. Grièvement blessé à la bataille de Cholet, il est capturé puis fusillé après la troisième bataille de Noirmoutier.

## Biographie

### Vie sous l'Ancien Régime

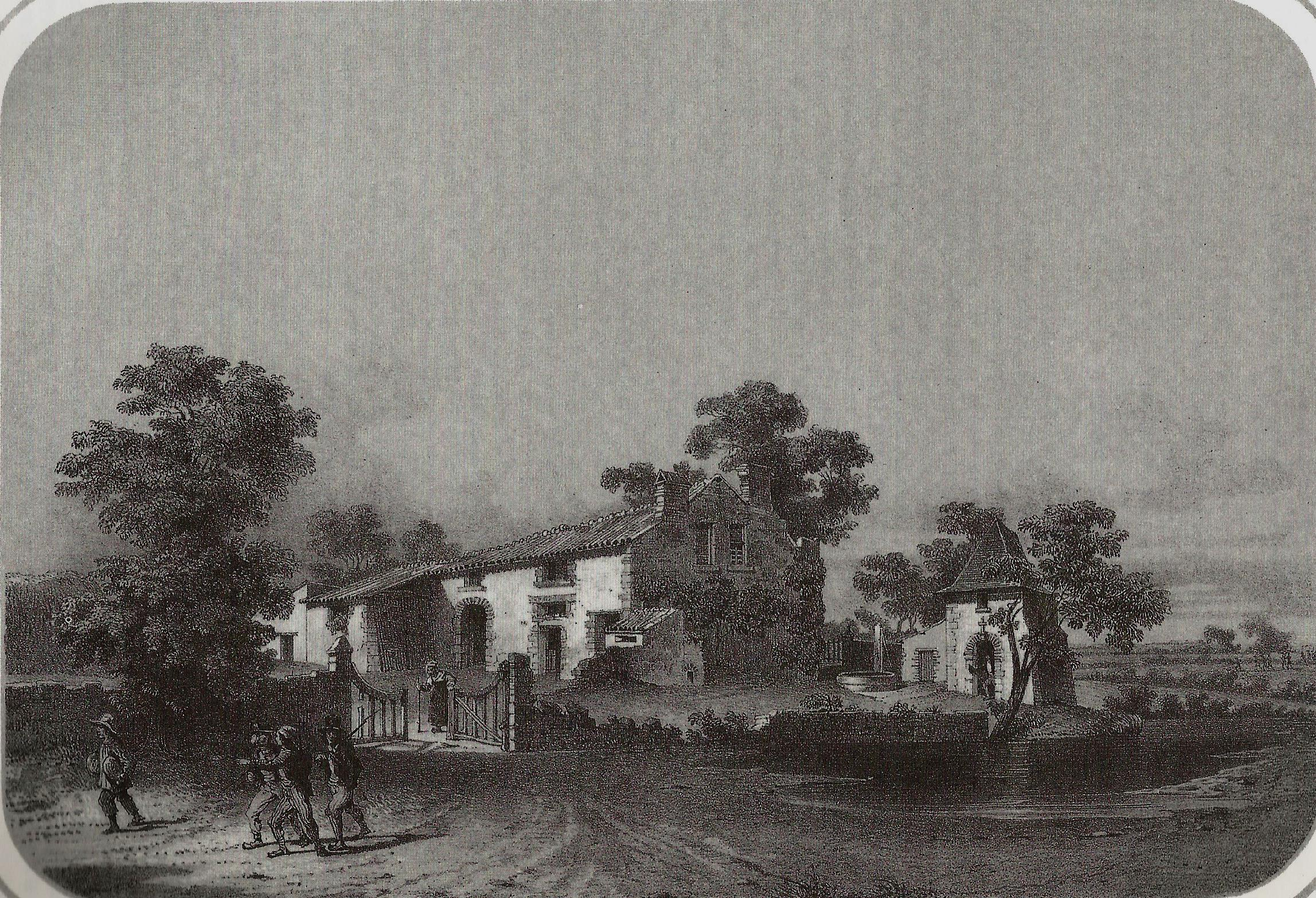
La Loge, habitation de d'Elbée, dessin de Thomas Drake et lithographie d'Henri Daniaud, 1856.

Maurice d'Elbée naît à Dresde le 21 mars 1752. Fils de Maurice Gigost d'Elbée, seigneur de la Gobinière et de La Loge-Vaugirault (1695-1763), alors conseiller privé du Roi de Pologne établi à Dresde, en Saxe, et de Marie Thérèse de Mussant (décédée en 1790), Maurice d'Elbée naquit dans une famille de tradition militaire. Il est naturalisé français en 1757,.
Le 1er juin 1772, il est sous-lieutenant au régiment du Dauphin cavalerie et le 6 mai 1781, il est lieutenant au 5e régiment de chevau-légers. Il démissionne de l'armée le 17 septembre 1783. Il se retire alors à Beaupréau, en Anjou.
Il se marie le 17 novembre 1788 en l’église de La Gaubretière, avec Marguerite-Charlotte du Houx d’Hauterive, pupille de son ami le marquis de Boisy. Dès lors il vécut retiré dans un bien de campagne près de Beaupréau en Anjou (aujourd'hui Maine-et-Loire). Son fils Louis-Joseph Maurice d’Elbée, né le 12 mars 1793, lui survivra.
En 1789, d'Elbée se montre d'abord favorable à la Révolution française. Le 14 juillet 1790, il participe à la Fête de la Fédération à Paris, où il représente le Maine-et-Loire.

### Général de l'Armée catholique et royale

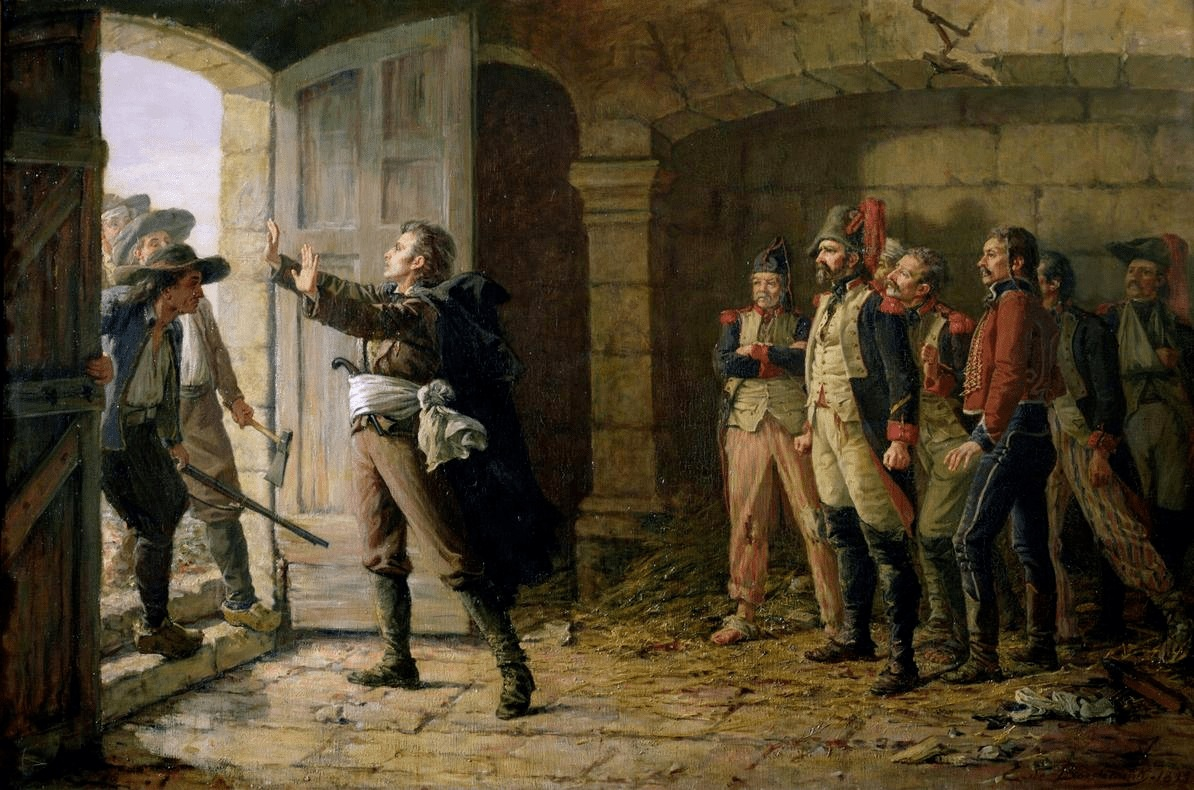
D'Elbée protégeant les prisonniers républicains après la bataille de Chemillé, peinture de Marie Félix Edmond de Boislecomte.

En mars 1793, l'insurrection contre la levée en masse provoque le début de la guerre de Vendée. Les paysans insurgés viennent trouver d'Elbée en raison de son expérience militaire et le contraignent à prendre la tête de leur rassemblement.
Le 11 avril, les forces de l'Elbée parviennent à repousser la contre-attaque républicaine à la bataille de Chemillé. Après ce combat, des combattants vendéens se rassemblent devant l'église du bourg de Chemillé en réclamant la mise à mort des prisonniers républicains qui y sont enfermés,. Le général d'Elbée arrive alors au milieu de la foule pour tenter de ramener le calme,. À sa demande, les hommes se mettent à genou pour réciter le Pater Noster,. Cependant lorsque les insurgés arrivent aux paroles « pardonnez-nous nos offenses, comme nous pardonnons à ceux qui nous ont offensés », d'Elbée les interrompt : « Arrêtez ! Ne mentez pas à Dieu ! Vous osez lui demander de vous pardonner comme vous pardonnez aux autres alors que vous êtes prêts à vous venger de vos ennemis ! »,. Ces déclarations ne provoquent aucune contestation et les prisonniers sont ainsi sauvés,. L'épisode est alors appelé le « Pater de d'Elbée ».
D'Elbée participe ensuite à plusieurs combats victorieux contre les républicains avec la bataille de Vezins le 19 avril, la bataille de Beaupréau le 22 et la prise de Thouars le 5 mai, où d'Elbée reçoit la capitulation de la garnison républicaine par le juge de paix Redon de Puy Jourdain.
Les Vendéens se tournent ensuite vers Fontenay-le-Comte, dans le sud de la Vendée. Une première attaque échoue le 16 mai et d'Elbée est blessé, mais les insurgés prennent leur revanche le 24 mai, où ils mettent en déroute les forces républicaines et font 3 000 prisonniers.
Le 21 juin, d'Elbée participe à la bataille de Nantes, qui s'achève par la victoire des forces républicaines. Le généralissime Jacques Cathelineau est mortellement blessé et succombe le 14 juillet.
Le 19 juillet, d'Elbée est élu par un conseil de guerre généralissime de Armée catholique et royale pour succéder à Jacques Cathelineau. Il décide d'attaquer la ville de Luçon mais il subit deux lourdes défaites devant cette ville le 30 juillet et le 14 août.

### Mort à Noirmoutier

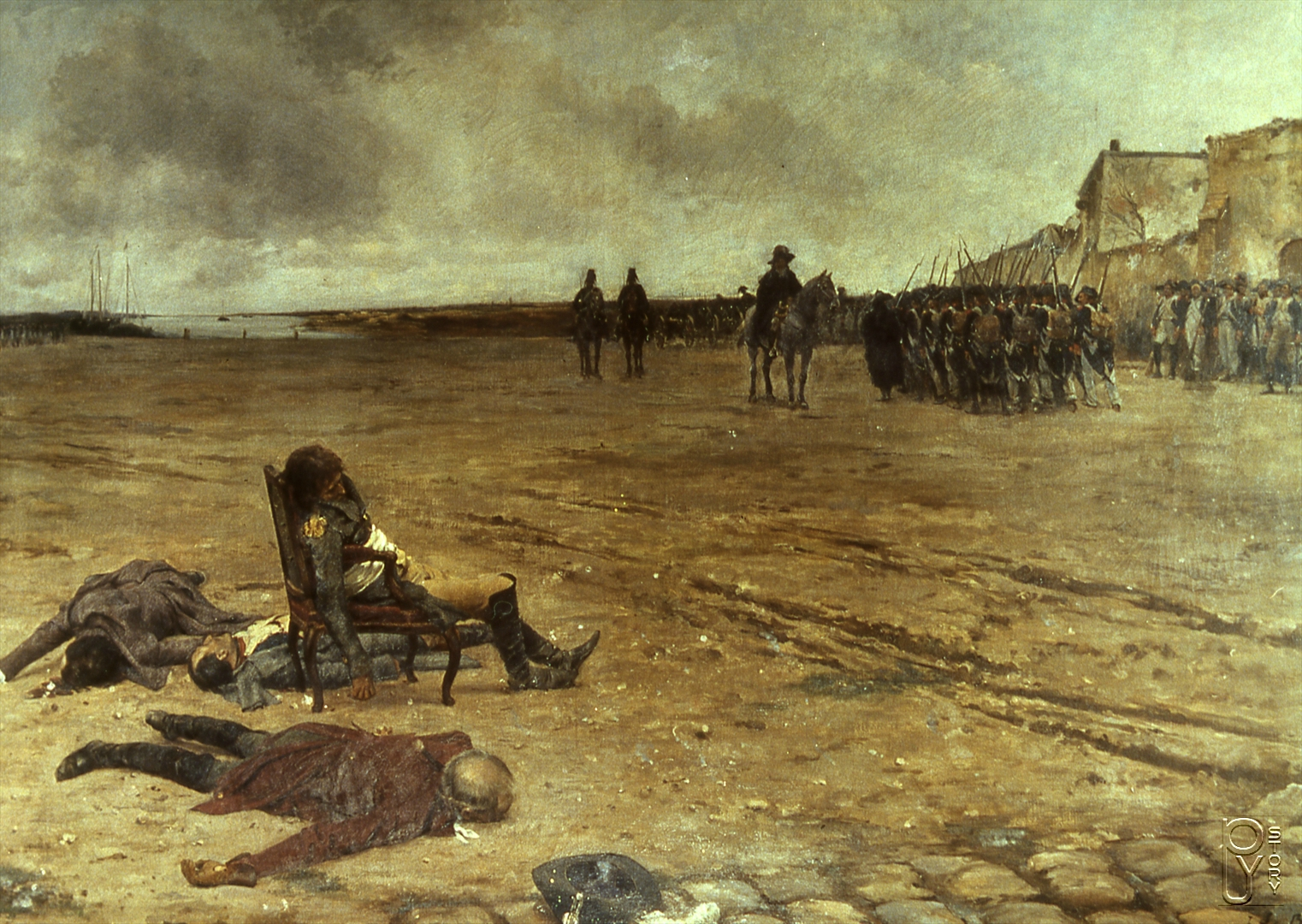
Mort du général d'Elbée, huile sur toile de Julien Le Blant, 1878, Musée de Noirmoutier.

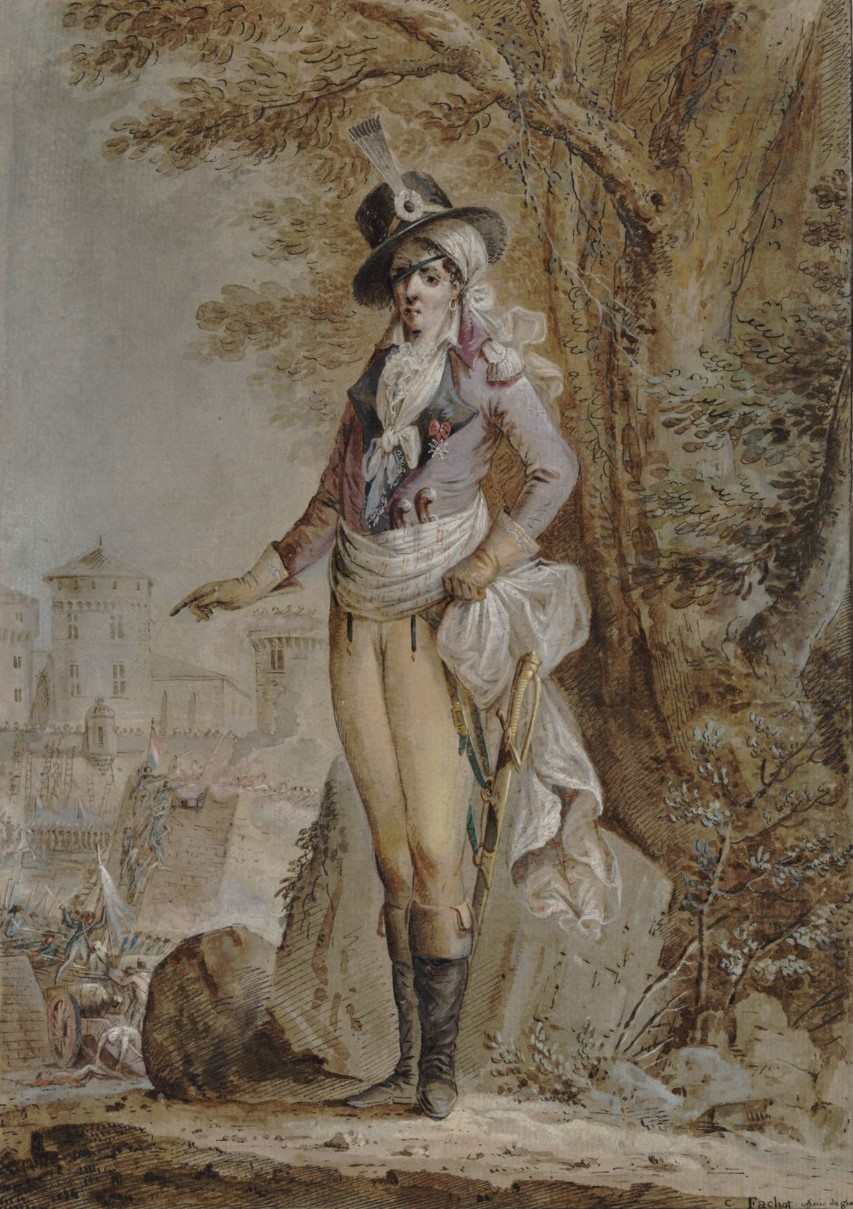
D'Elbée : l'un des principaux chefs de l'armée royale et catholique des brigands de la Vendée, pris et fusillé après la prise de l'Isle de Noirmoutier. Dessiné d'après nature au conseil de guerre lors de son interrogatoire, le par le citoyen Fachot, officier d'état-major et capitaine du génie, 1794, Bibliothèque nationale de France.

Le 17 octobre 1793, l'armée vendéenne est complètement défaite à la bataille de Cholet et d'Elbée est grièvement blessé lors des combats. Il ne prend pas part à la virée de Galerne et est transporté à Beaupréau, sous la protection de 1 500 hommes commandés par Pierre Cathelineau, le frère de Jacques Cathelineau. Il est bientôt rejoint par son épouse, Marguerite-Charlotte Duhoux d'Hauterive ; son beau-frère, Pierre Duhoux d'Hauterive ; et de son ami Pierre Prosper Gouffier de Boisy,.
Vers fin octobre ou début novembre 1793, d'Elbée, escorté par la troupe de Cathelineau, rejoint Charette à Touvois,. Sur les conseils de ce dernier, il part trouver refuge à l'île de Noirmoutier, qu'il atteint le 2 ou le 3 novembre. D'après son petit-neveu, Charles-Maurice d'Elbée, et la marquise de Bonchamps, il aurait été hébergé à l'hôtel Jacobsen, avant d'être transporté dans la maison de madame Mourain à l'approche des troupes de Haxo,. Selon François Piet, il résidait dans une maison appelée La Maduère,.
Le 3 janvier 1794, les troupes républicaines débarquent sur l'île de Noirmoutier et la garnison vendéenne capitule. D'Elbée est rapidement découvert et fait prisonnier,,. L'ancien généralissime est interrogé par les représentants en mission et par le général Turreau à une date incertaine,,. Le procès-verbal de son interrogatoire est rédigé par le capitaine François Piet.
Malgré les promesses du général Haxo, tous les prisonniers vendéens sont fusillés sur ordre des représentants en mission Prieur de la Marne, Turreau et Bourbotte,. D'Elbée est exécuté entre le 6 et le 9 janvier. Incapable de marcher, il est porté sur un fauteuil jusqu'à la place d'Armes,. Il est fusillé en compagnie de Pierre Duhoux d'Hauterive, de Pierre Prosper Gouffier de Boisy et de Jean-Conrad Wieland, l'ancien commandant républicain de Noirmoutier, accusé de trahison, que les officiers royalistes tentent en vain d'innocenter au dernier moment,.
Le corps de d'Elbée est enterré dans les douves du château de Noirmoutier. Malgré des recherches en 1822, ses ossements ne peuvent être identifiés.
L'épouse de d'Elbée, Marguerite-Charlotte Duhoux d'Hauterive, est quant à elle fusillée le 29 janvier en compagnie de Victoire Élisabeth Mourain de L'Herbaudière, née Jacobsen,,.

## Descendance
Louis-Joseph Maurice d’Elbée, fils de Maurice d'Elbée, est élevé à Beaupréau. Il sert dans les armées de Napoléon et participe notamment à la bataille de Leipzig, et à la bataille de Hanau, où il est blessé et fait prisonnier. Transporté à l'hôpital de Potsdam, il décède l'année suivante.
La famille d'Elbée, actuellement subsistante, conserve le souvenir du général d'Elbée mais ne lui est pas apparentée.

## Regards contemporains et postérité
« Dans la grande armée, le principal chef était, en ce moment, M. d'Elbée ; il commandait plus particulièrement les gens des environs de Cholet et de Beaupréau. C'était un  ancien sous-lieutenant d'infanterie, retiré depuis quelques années ; il avait alors quarante ans ; il était de petite taille, n'avait jamais vécu à Paris ni dans le monde ; il était extrêmement dévot, enthousiaste, d'un courage extraordinaire et calme : c'était son principal mérite. Son amour-propre se blessait facilement : il s'emportait sans propos, quoiqu'il fût d'une politesse cérémonieuse, il avait un peu d'ambition, mais bornée comme toutes ses vues. Dans les combats il ne savait qu'aller en avant, en disant : « Mes enfants, la Providence nous donnera la victoire. » Sa dévotion était très-réelle ; mais comme il voyait que c'était un moyen de s'attacher les paysans et de les animer, il y mettait beaucoup d'affectation et un ton de charlatanisme que l'on trouvait souvent ridicule ; il portait sous son habit de pieuses images ; il faisait des sermons et des exhortations aux soldats, et surtout il parlait toujours de la Providence ; au point que les paysans, bien qu'ils l'aimassent beaucoup et qu'ils respectassent tout ce qui tenait à la religion, l'avaient, sans y entendre malice, surnommé le général la Providence. Malgré ces petits ridicules, M. d'Elbée était au fond un homme si estimable et vertueux, que tout le monde avait pour lui de l'attachement et de la déférence. »

— Victoire de Donnissan de La Rochejaquelein, Mémoires.

« A un physique agréable et distingué, d'Elbée joignait les talents nécessaires à un chef de parti. Militaire consommé, il avait formé les vendéens à la manière de combattre la plus convenable à la localité et au génie de ce peuple. Ce chef de parti avait toutes les qualités pour jouer un grand rôle. [...] D'Elbée a donné la preuve de ses talents dans l'exécution des plans. Ses lieutenants ont été battus à chaque fois qu'ils se sont écartés de ses principes. D'Elbée avait le don de la parole. Il s'exprimait avec grâce et facilité. Son éloquence était douce et persuasive. Il savait varier ses formes et ses tons. Il prenait souvent vis-à-vis des rebelles celui d'un inspiré, et il avait tellement acquis leur confiance et leur attachement, qu'après sa mort, j'ai vu des prisonniers vendéens verser des larmes, lorsqu'ils entendaient prononcer son nom. »

— Louis Marie Turreau

« Le père de M. d'Elbée était devenu officier supérieur au service de Saxe. A sa mort, son fils fut placé en France dans un régiment de cavalerie ; mécontent de ne pouvoir aller au-delà du grade de lieutenant, malgré ses connaissances militaires, il se retira du service. Comme M. de Bonchamp, il s'amusait à faire la petite guerre à des régiments et des escadrons faits en métal ; comme lui il était brave, plein d'honneur et ami dévoué. L'un et l'autre, lorsqu'ils désirèrent se marier, recherchèrent le mérite et la beauté avant la fortune. M. d'Elbée, sur le point d'unir son sort à celui d'une Nantaise très-jolie et très-riche, lui préféra, quoique peu opulent, Mlle d'Hauterive, dont l'âme sensible et généreuse et le dévouement à son mari ne peuvent être surpassés. J'ai cru devoir retracer les traits de ressemblance entre les deux héros de la Vendée; mais, autant l'extérieur de Bonchamp était gracieux et prévenant, autant celui de M. Delbée était sombre et sévère : un teint brun et jaune, des yeux vifs et enfoncés ajoutaient à sa gravité. Il était maigre et d'une taille moyenne, son langage sentencieux et lent. Dès qu'un sentiment l'occupait, il le portait jusqu'à l'exaltation. Il avait souri aux commencements de la révolution; l'esprit de Voltaire et le style de Rousseau l'avaient séduit, mais il eut horreur des premières scènes révolutionnaires. Les malheurs de la famille royale l'attachèrent pour jamais à sa cause; il vécut et mourut pour elle. M. d'Elbée et son ami M. de Boisy demandèrent à mourir ensemble ; Madame d'Elbée obtint de ne pas survivre à son mari. »

— Jean de Sapinaud de Boishuguet